# Takashi Takabayashi
Takashi Takabayashi (Prefettura di Saitama, 2 agosto 1931 – 27 dicembre 2009) è stato un calciatore giapponese, di ruolo attaccante.